# 이승훈 (프로게이머)
이승훈(1987년 6월 11일 ~ )은 대한민국의 전직 스타크래프트 프로게이머이다.
2006년 상반기 드래프트에서 KOR(이후 온게임넷 스파키즈)의 1차 지명으로 입단하였다.
스타크래프트 프로게이머 시절에 'Sparkyz_cHalRengE'라는 아이디를 주로 사용했었으며 종족은 프로토스이다.
별명은 대표적으로 18토스로 알려져있으며 그 이유는 스타크래프트 공식 대회 최초로 게임 채팅에 '아놔 씨X'이라고 욕설을 쳤기 때문이다.
그외에도 여러 상대방을 도발하는 세레모니나 GG를 치지 않고 전멸되는 등의 비매너 플레이를 하였고, 또 엽기적인 전략들을 사용하며 무승부를 기록하는 전형적인 악동이미지로 유명했던 선수이다.
2009년 9월 22일 입대당시 프로게이머 자격은 그대로 유지된다고 하였다.
그러나 2011년 7월 ~ 11월경 제대했을 듯한데, 그뒤로도 e-스포츠에 복귀를 하지 않고 용접일을 하면서 살았다고 한다.
이후 2019년 1월 1일부터 아프리카TV에서 방송을 시작하여 현재는 전업 인터넷 방송인으로 활동중이다.

## 사건

### 18토스 사건
2006년 10월 16일, 스카이 프로리그 후기리그에서 KTF와 온게임넷 스파키즈의 3경기 팀플전 (박정석&임재덕 VS 이승훈&주진철)에서 박정석과 임재덕이 주진철을 아웃시키고 이승훈의 본진까지 장악하자 이승훈이 'GG'대신  '아놔 씨X' 이라는 욕설을 치고 경기에서 나갔다. 이 경기 직후 주심은 온게임넷 스파키즈에 경고를 내렸다.
이후 e스포츠 협회는 즉각 상벌위원회를 열었고, 그 결과 이승훈은 프로리그 3경기 출전 정지에 100만 원의 벌금을 물게 되었다. 이 사건으로 인해 이승훈에게는  '18토스' 라는 불명예적인 별명이 붙게 되고, 동시에 팀까지 온게임넷 18키즈라고 불리게 되었으며, 이 경기 후 누리꾼들은 이승훈에게 맹비난을 퍼부었다.
그후 삭발을 한 뒤 열심히 연습을 하여 msl에 진출하였고 첫경기에서 이윤열을 잡아내었지만 박성준과 최연성에게 연속으로 패배하여 탈락하였다.

### 퍼거슨 토스 사건
2008년 8월 신한은행 프로리그 2008 광안리 결승전에서 3:1로 지고 있던 5세트 vs허영무전에서 자신이 플레이오프 때 사용했던 4게이트 러쉬에 밀리면서 사실상 GG가 나올 상황이었다. 하지만 이승훈선수는 허영무 선수 앞마당에 넥서스를 짓고 파일런을 숨겨 짓는 등 차마 GG를 칠 수 없다는 듯 누가봐도 비매너적인 행동을 했고 이 와중에 이승훈 선수가 껌을 질겅질겅 씹는 장면이 찍혔는데 이를 보면서 잉글랜드 프리미어리그 맨체스터 유나이티드FC 감독 알렉스 퍼거슨이 자주 껌을 씹는 것에 빗대어  '퍼거슨토스' 라는 별명이 붙었다.
이외에도 일부러 GG를 치지 않고 엘리를 당해서  '망가진 컴퓨터 토스' 라는 별명도 있다.
수상
2005년 8월 여수 국제 청소년대회 1위
- 2005년 9월 대구 페스티발 본선
- 2005년 10월 KTF BiGi KOREA e스포츠2005 우승
- 2005년 11월 용산구 상공회 스타대회 우승
- 2006년 2월 로지텍 G-Festival 331명 중 331등
- 2007년 5월 곰TV MSL 시즌2 16강
- 2007년 8월 2007 서울 국제 e스포츠 페스티벌 스타크래프트 우승